# Luftangriffe auf Hameln
Die Luftangriffe auf Hameln durch alliierte Bomber fügten der Stadt Hameln während des Zweiten Weltkrieges erhebliche Schäden zu. Vor Kriegsbeginn zählte die Stadt im Mai 1939 31.979 Einwohner.

## Luftangriffe

### 1940 bis 1944
Der Luftkrieg begann für Hameln, 1940, recht harmlos. Verschiedene kleinere Abwürfe richteten nur geringe Sachschäden an. 
Der erste konzentrierte Angriff erfolgte am 18. Juni 1941 gegen 2 Uhr. Britische Bomber griffen den Bahnhof an, verfehlten aber ihr Ziel. Sechs 250-kg-Sprengbomben fielen auf die Stüve- und Walthausenstraße. Es gab 24 Tote und neun Verletzte. Zudem wurden zwei Häuser komplett zerstört und weitere beschädigt. Die Opferzahl ist so hoch, weil vor dem Angriff kein Alarm ausgelöst wurde. 
Beim zweiten Luftangriff am 7. Juli 1944, der ebenfalls den Bahnanlagen galt, kamen in der Siedlung am Basberg 19 Menschen ums Leben. 

### Die letzten Kriegsmonate
Ab März 1945 war die Bedrohung aus der Luft permanent vorhanden. Meistens überflogen die Bomberverbände aber das Weserbergland in sicherer Höhe, dennoch zwang ständiger Alarm die Bevölkerung in den Kellern zu verbleiben.
Der schwerste, wohl amerikanische, Luftangriff erfolgte am 14. März 1945. Gegen 14 Uhr wurde Fliegeralarm ausgelöst, und wie üblich suchten die Menschen die Schutzräume auf. 2 Stunden später, als die Gefahr vorüber zu sein schien, gingen die Menschen wieder zu ihrem Alltag über. Am Bahnhof standen die vollbesetzten Züge abfahrbereit, als ein einzelner Bomber ein Rauchzeichen über ihm setzte. Sekunden später gingen Spreng- und Brandbomben, die Ladung von 12 britischen Bombern, auf Hameln nieder, wobei auch Gebäude in der Bahnhofstraße, der Kreuzstraße, der Deisterstraße, der Schmiedestraße, der Stüvestraße und am Hastenbecker Weg getroffen wurden. Dieser Angriff forderte fast 200 Tote und ca. 100 Verletzte. 700 Menschen wurden obdachlos.
Am 28. März 1945 wurden das Gesundheitsamt in der Deisterstraße und die Nachbarhäuser von Bomben zerstört. Beim letzten Luftangriff auf Hameln am 4. April 1945 wurde das Elektrizitätswerk zerstört.

### Folgen
Insgesamt kamen in Hameln 336 Menschen durch Luftangriffe ums Leben, was im Vergleich zur anderen Städten und in Bezug auf die Einwohnerzahl einem relativ hohen Prozentsatz entspricht. 84 Häuser wurden vollständig und 44 teilweise zerstört. Insgesamt wurden 905 Wohnungen unbewohnbar, was einem Zerstörungsgrad von 9,9 % entspricht. Abgefahren wurden insgesamt 105.000 m³ Trümmerschutt.